# Franziska Egli
Franziska Egli (* 1984) ist eine Schweizer Journalistin. 
Sie arbeitete zunächst als Produktionsassistentin bei Schweiz aktuell. 2013 stiess sie als Produzentin zur Talkshow Arena, deren Leitung sie 2018 übernahm. Von 2020 bis 2022 gehörte sie zum Moderationsteam der Sendung 10vor10.